# Валитов, Даниил Эдуардович
Даниил Эдуардович Валитов (род. 9 июня 2000, Пермь) — российский хоккеист, защитник.

## Биография
Начал заниматься хоккеем в пермском «Молоте». Играл в школах «Салавата Юлаева», «Ижстали», екатеринбургской «Юности». В сезонах 2016/17 — 2019/20 — игрок молодёжной команды «Автомобилиста» в МХЛ «Авто». В сезоне 2018/19 дебютировал в КХЛ, также выступал за «Горняк» Учалы в ВХЛ.
Перед сезоном 2020/21 вместе с четырьмя другими россиянами перешёл в немецкий клуб «Крефельд Пингвин». 29 июня 2021 года вернулся в «Автомобилист», подписав однолетний двусторонний контракт; стал играть за «Горняк-УГМК».